# 訃報 2022年6月
訃報 2022年6月（ふほう 2022ねん6がつ）では、2022年6月に物故し、もしくは物故が報じられた人物について記載する。

## 1日 - 15日

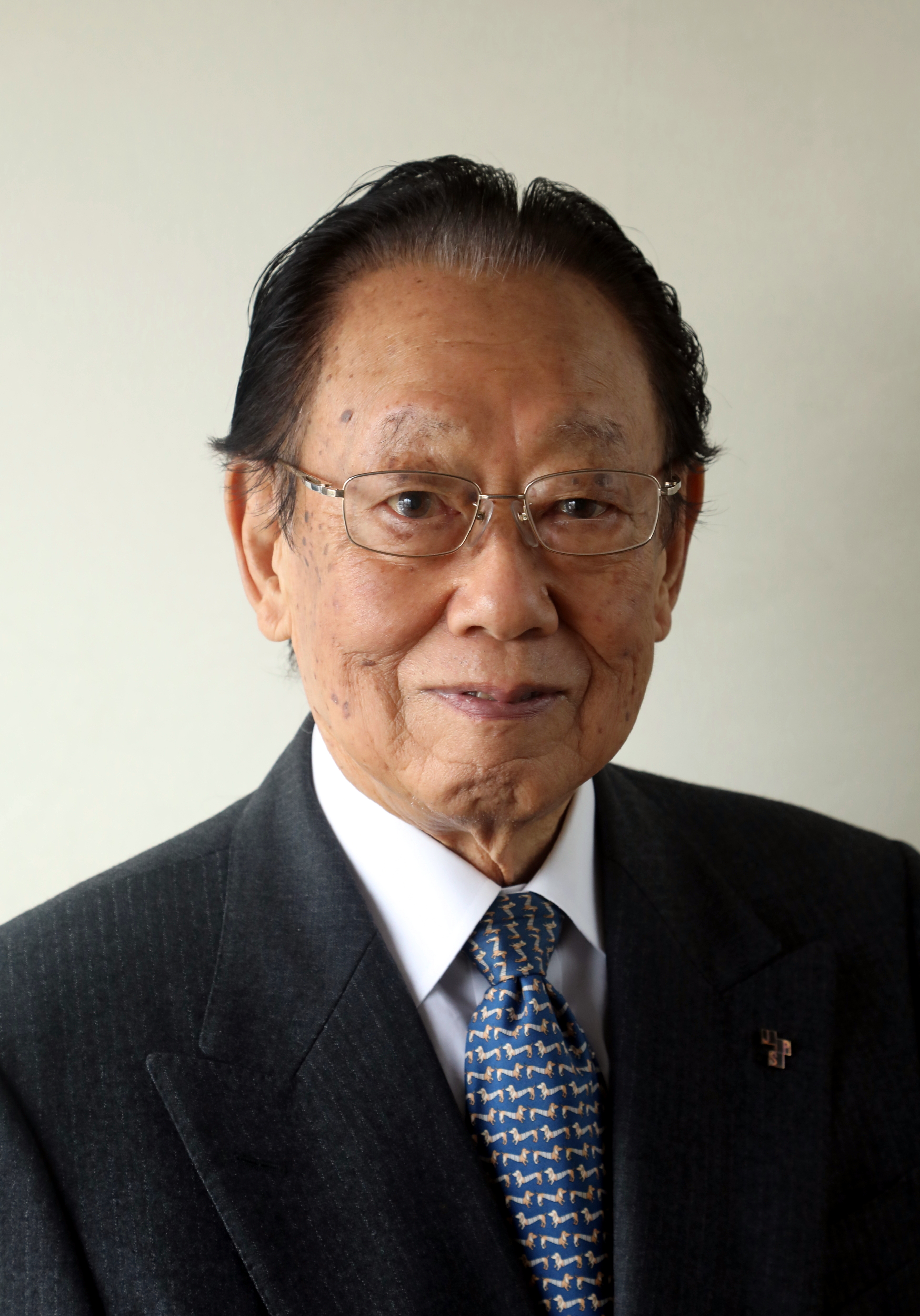
田沼武能／6月1日没

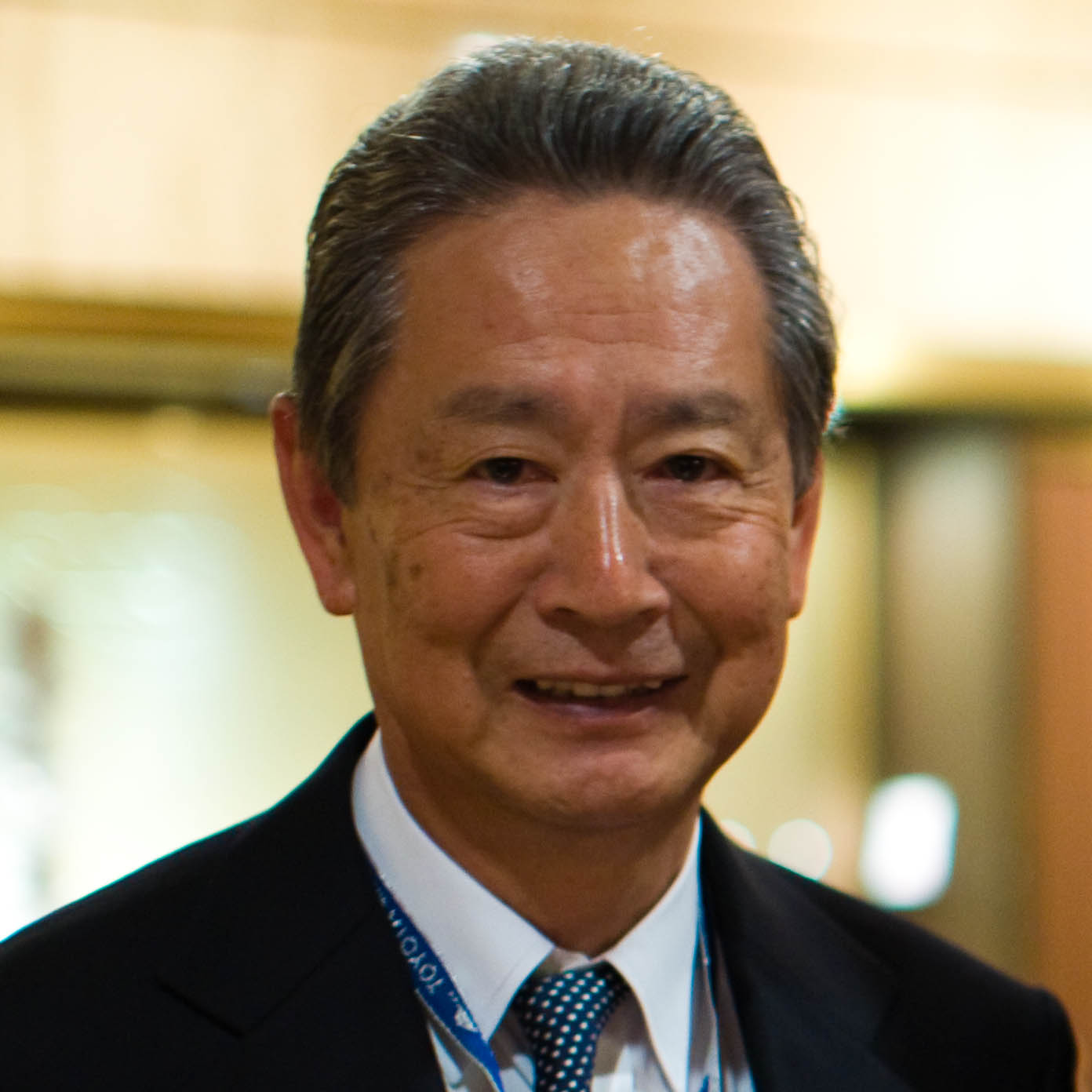
出井伸之／6月2日没

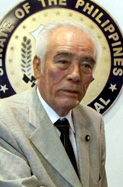
石井一／6月4日没

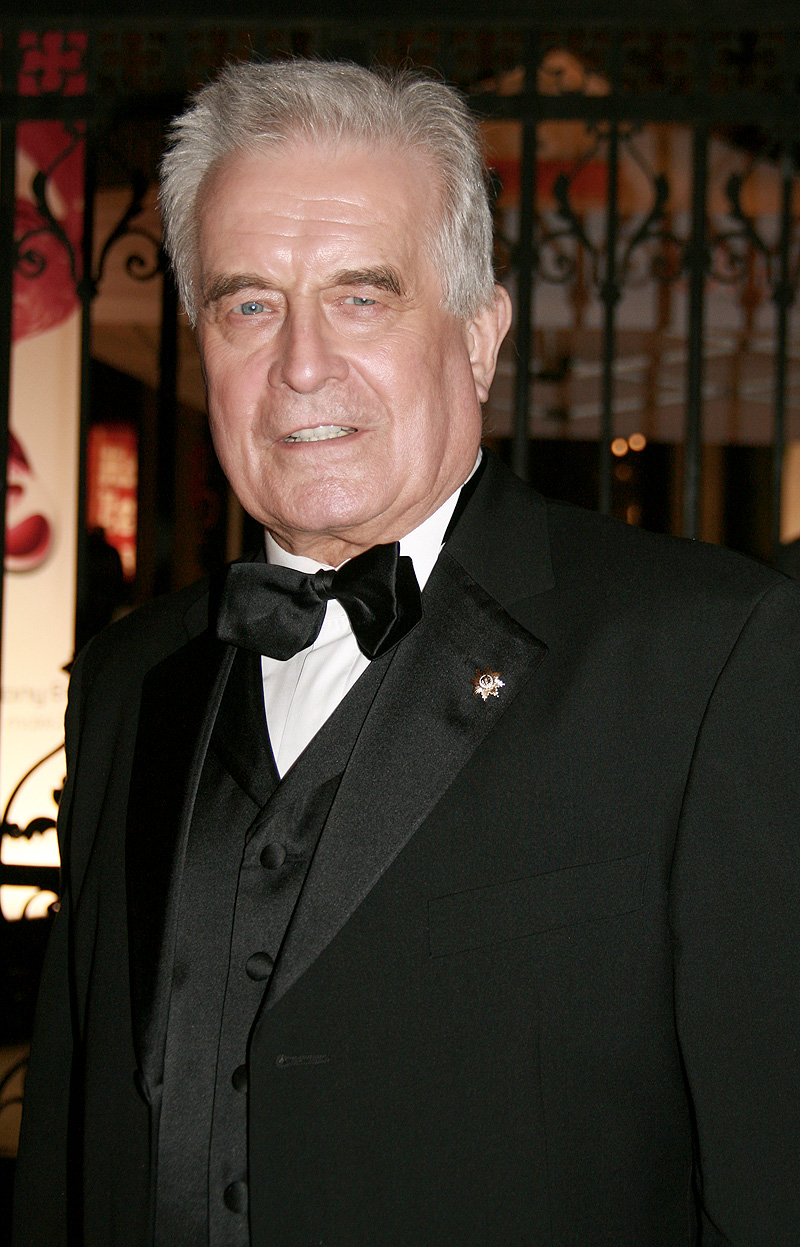
フランク・ホフマン／6月4日没

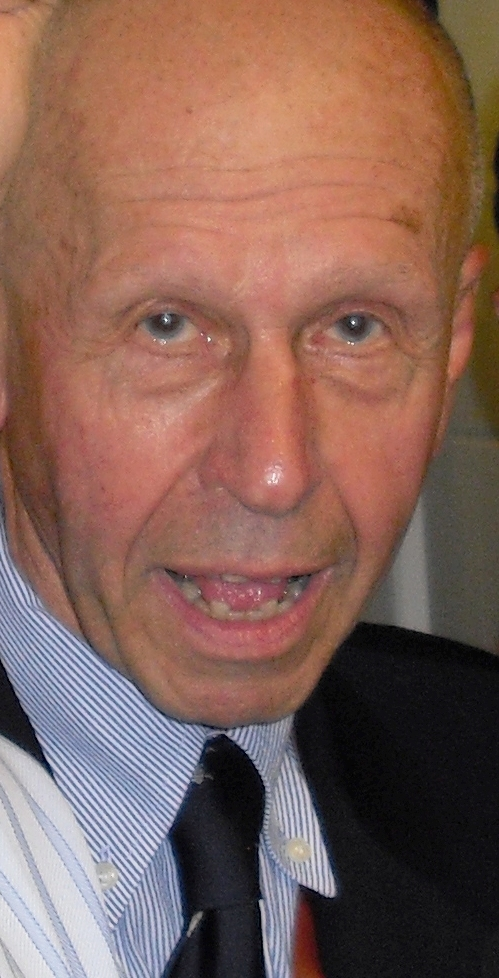
ジャンニ・クレリッチ／6月4日没

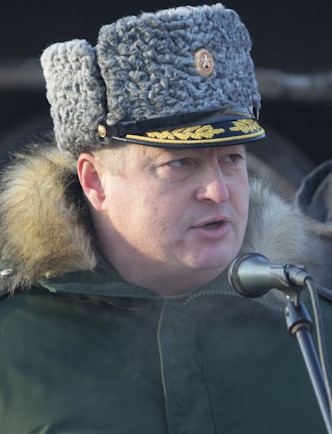
ロマン・クトゥーゾフ／6月5日没

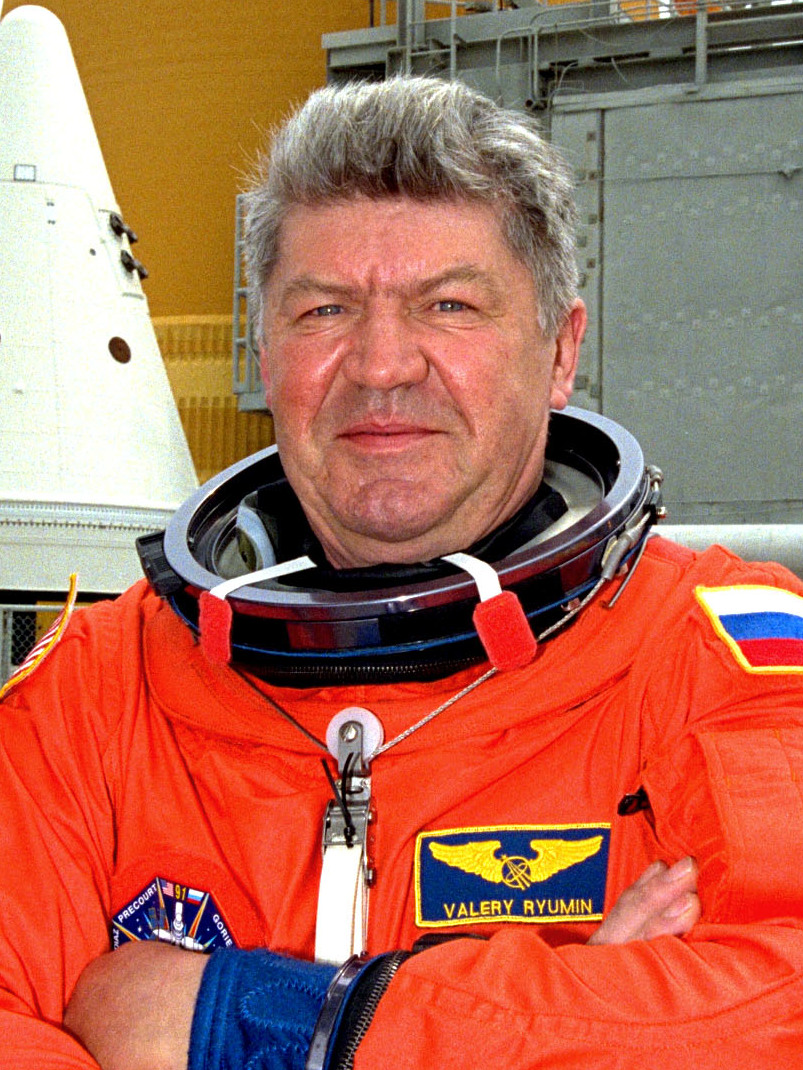
ワレリー・リューミン／6月6日没

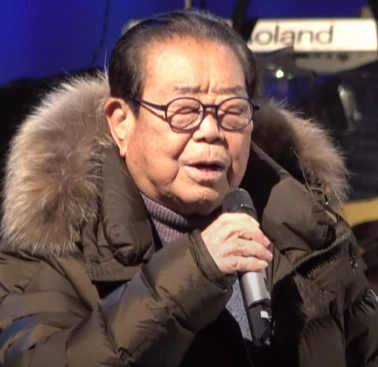
宋海／6月8日没

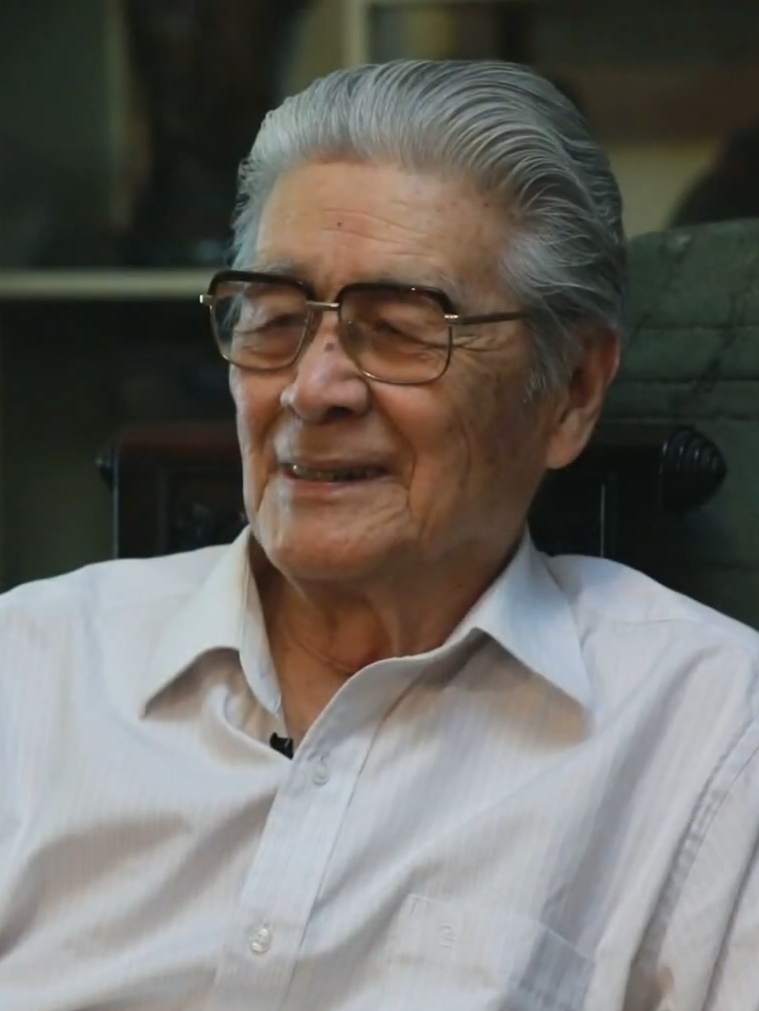
藍天野／6月8日没

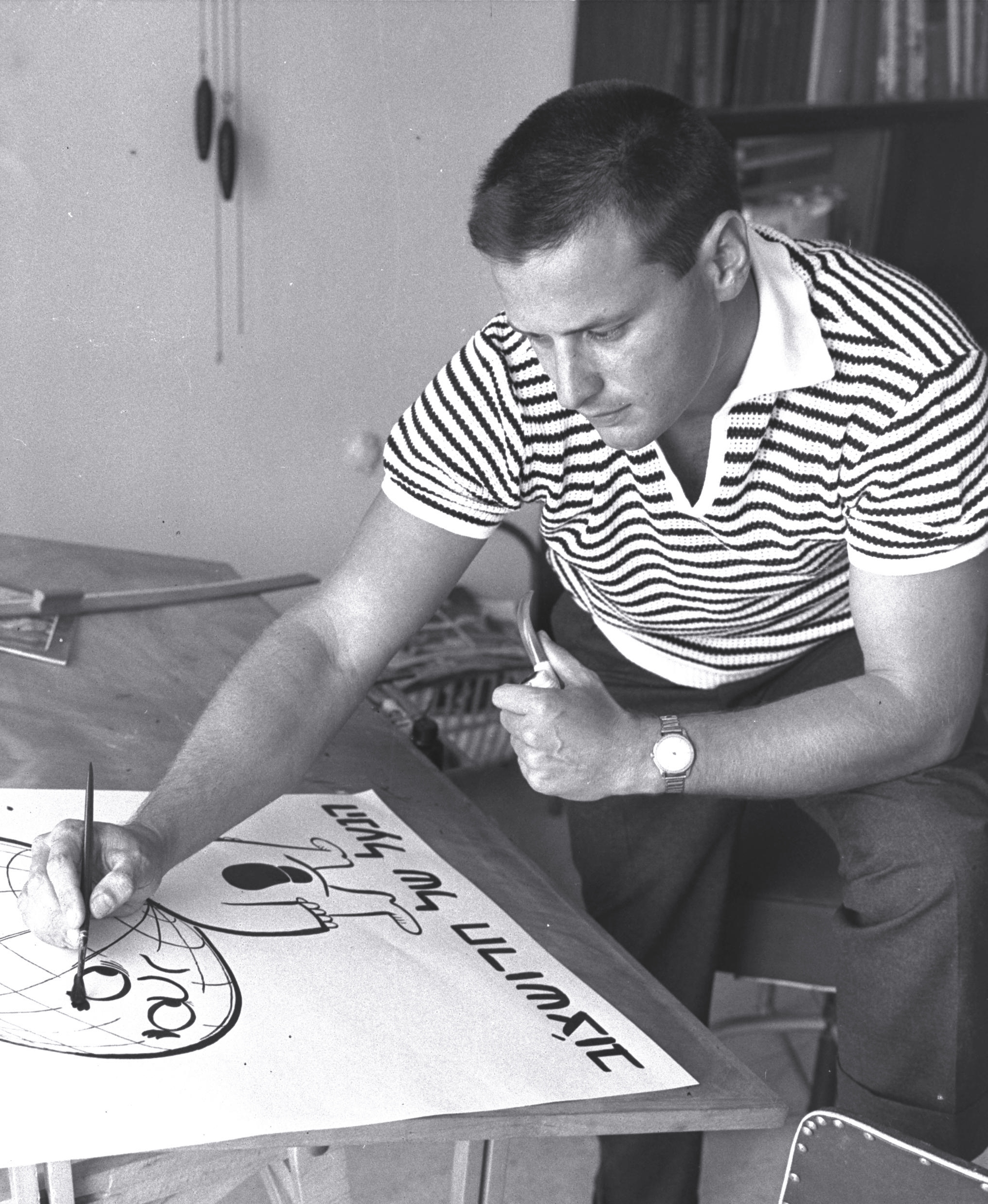
ラナン・ルリー／6月8日没

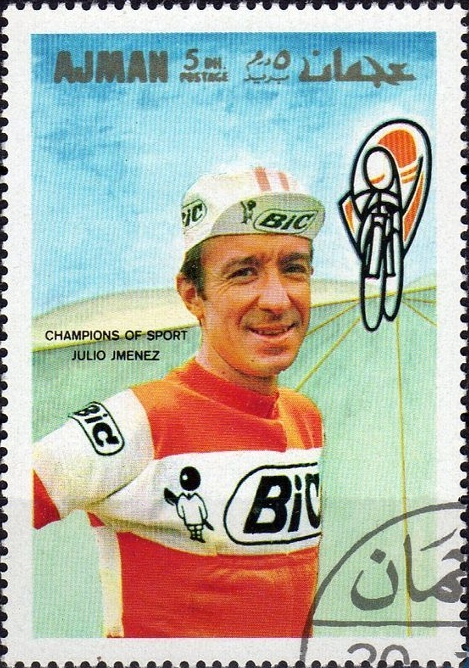
フリオ・ヒメネス／6月8日没

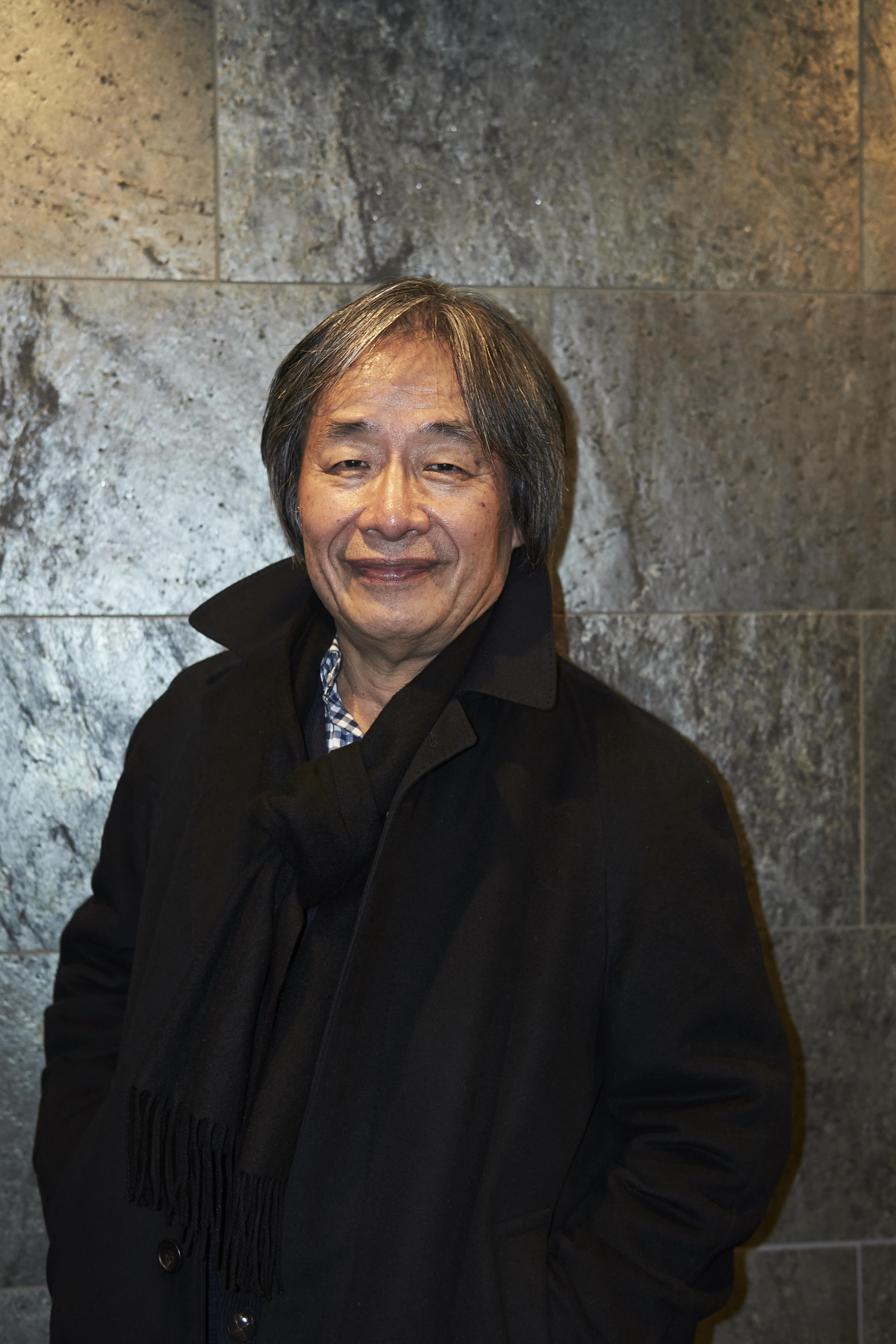
河村光庸／6月11日没

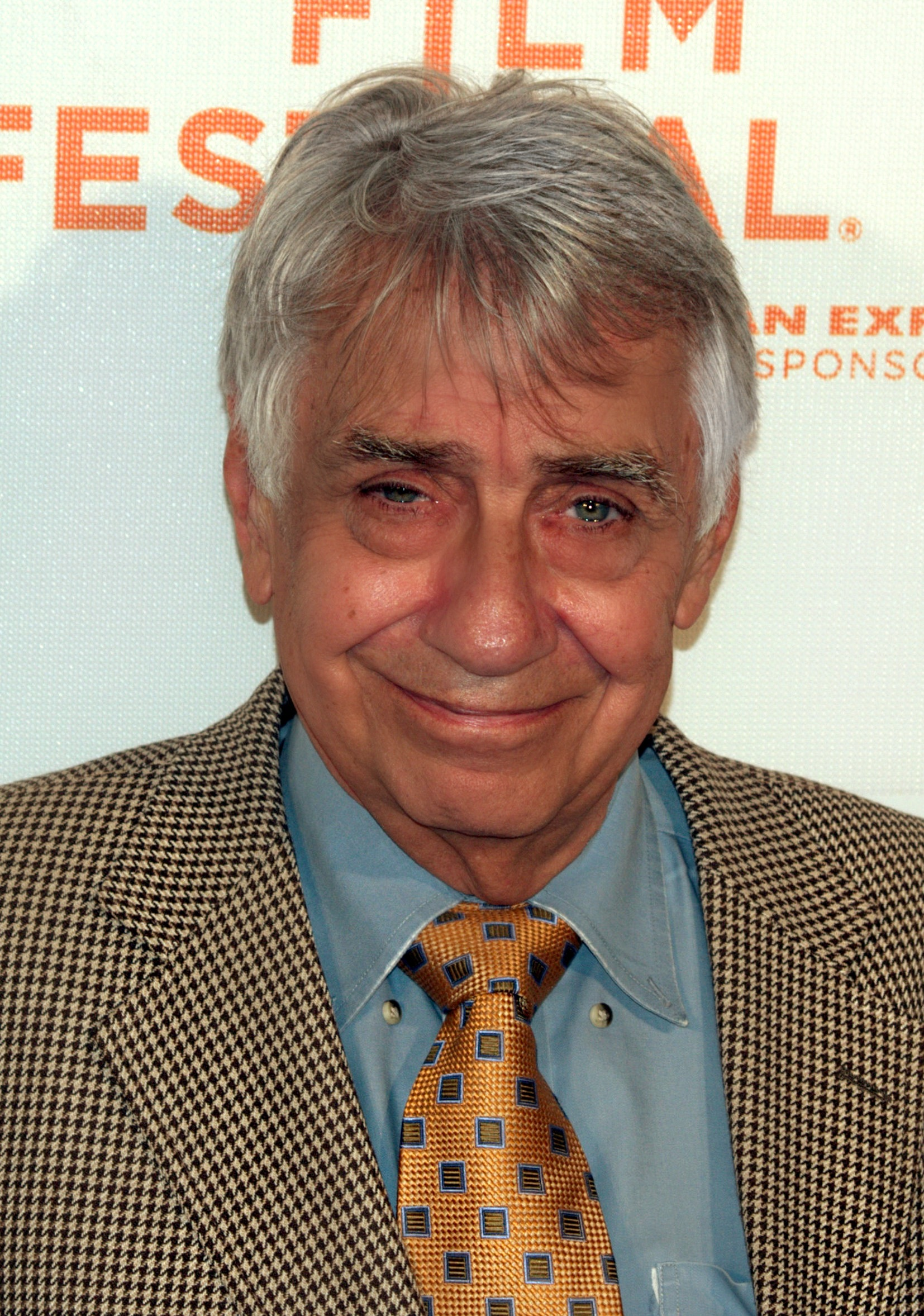
フィリップ・ベイカー・ホール／6月12日没

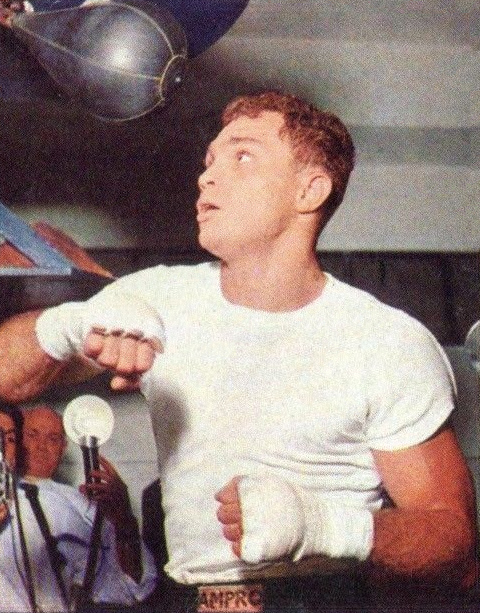
カルロス・オルチス／6月13日没

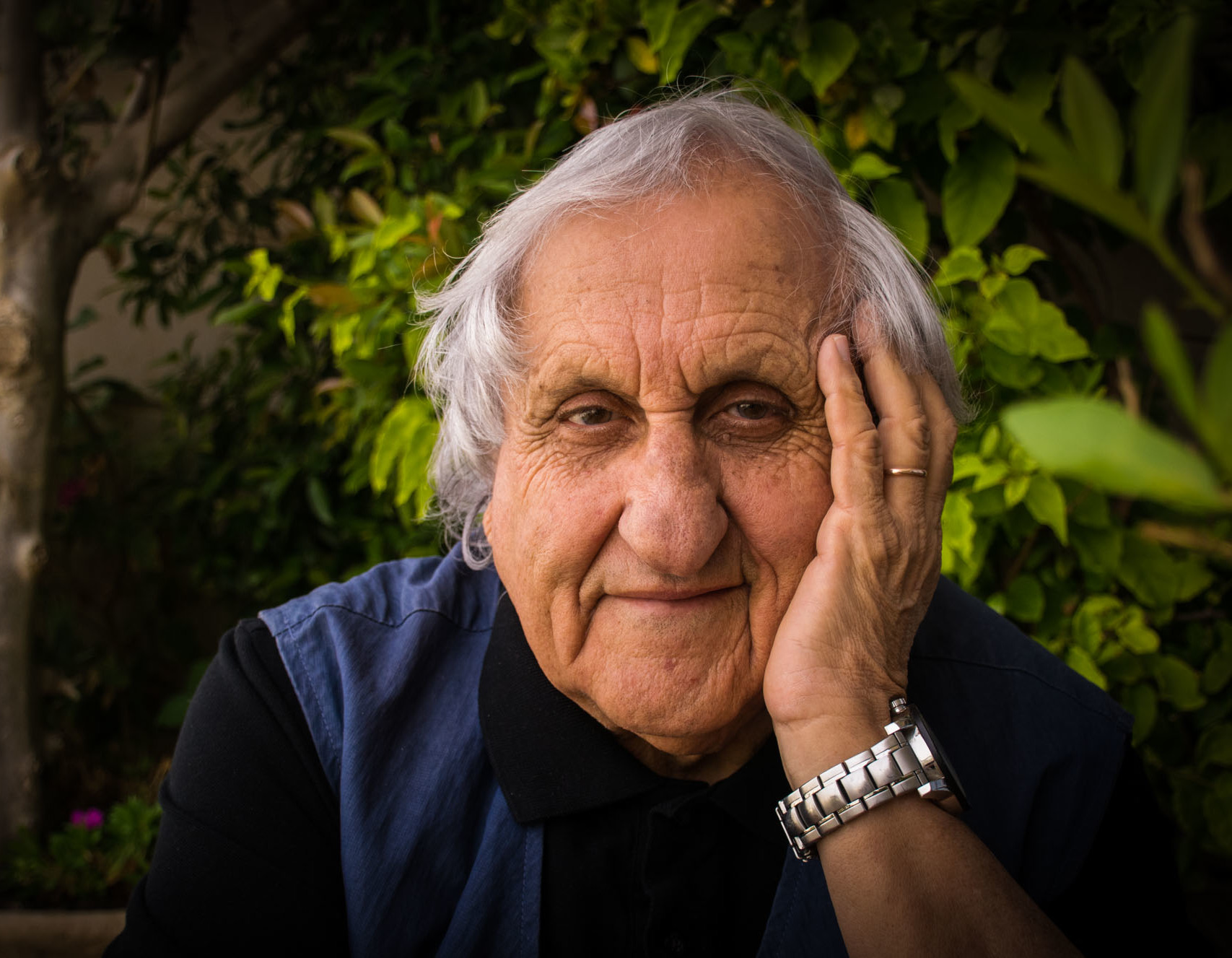
アブラハム・B・イェホシュア／6月13日没

- 6月1日 - デリオ・ベントゥロッティ、ブラジルのスーパーセンテナリアン（* 1909年）[1]
- 6月1日 - 田沼武能、日本の写真家（* 1929年）[2]
- 6月1日 - ヨーゼフ・ツォーデラー（イタリア語版）、ドイツ出身のイタリア人作家（* 1935年）[3]
- 6月1日 - マリオン・バーバー3世（英語版）、アメリカ合衆国の元アメリカンフットボール選手【ダラス・カウボーイズなどに所属】（* 1983年）[4]
- 6月2日 - ハル・バイナム（英語版）、アメリカ合衆国のソングライター（* 1934年）[5]
- 6月2日 - カール・スティナー（英語版）、アメリカ合衆国の軍人、陸軍大将、元アメリカ特殊作戦軍司令官（* 1936年）[6]
- 6月2日 - 出井伸之、日本の実業家、第6代ソニー社長（* 1937年）[7]
- 6月2日 - 三浦徹明、日本の国際政治学者、拓殖大学名誉教授（* 1937年?）[8]
- 6月2日 - ナ・ヨンスク（朝鮮語版）、韓国の脚本家（* 1944年）[9]
- 6月2日 - 出村義和、日本のスポーツジャーナリスト、元『週刊ベースボール』編集長（* 1950年）[10]
- 6月2日 - カイ・ブーマン（英語版）、ドイツ出身のボーランドの指揮者（* 1961年）[11]
- 6月3日 - 入江春行、日本の文学研究者、元大谷女子大学教授（* 1927年）[12]
- 6月3日 - 北原義郎、日本の俳優（* 1929年）[13]
- 6月3日 - グレイシャン・モンカー3世、アメリカ合衆国のジャズトロンボーン奏者（* 1937年）[14]
- 6月3日 - ケン・ケリー（英語版）、アメリカ合衆国のイラストレーター（* 1946年）[15]
- 6月4日 - ジョージ・ラミング（英語版）、バルバドスの小説家、詩人（* 1927年）[16]
- 6月4日 - 石井一、日本の政治家、元衆議院議員・参議院議員【自由民主党・新生党・新進党・国民の声・民政党・民主党所属】、第19代国土庁長官、第45代自治大臣、第55代国家公安委員会委員長（* 1934年）[17]
- 6月4日 - 大森信、日本の海洋生物学者、東京海洋大学名誉教授（* 1937年）[18]
- 6月4日 - フランク・ホフマン、ドイツ出身のオーストリアの俳優（* 1938年）[19]
- 6月4日 - 石川水穂、日本のジャーナリスト、元産経新聞特別記者・論説委員（* 1947年）[20]
- 6月4日 - ドミトリー・コフトゥン（英語版）、ロシアの実業家、元KGB工作員、アレクサンドル・リトビネンコ殺害事件容疑者の1人（* 1965年）[21]
- 6月5日 - 塩田親文、日本の商法学者、立命館大学名誉教授（* 1930年?）[22]
- 6月5日 - 沢本忠雄、日本の俳優（* 1935年）[23]
- 6月5日 - 上西凖、日本の実業家、元東京製綱社長（* 1935年?）[24]
- 6月5日 - 大峯泰廣、日本の元刑事、元警視庁捜査１課理事官、テレビコメンテーター（* 1948年）[25]
- 6月5日 - アレック・ジョン・サッチ、アメリカ合衆国のベーシスト、ミュージシャン、ボン・ジョヴィ元メンバー（* 1951年）[26]
- 6月5日 - ロマン・クトゥーゾフ、ロシアの軍人、陸軍少将、ドネツク人民軍第1軍団指揮官（* 1969年）[27][28]
- 6月5日 - ハイダル・アブドゥル＝ラザク（英語版）、イラクのサッカー選手、元同国代表（* 1982年）[29]
- 6月5日 - トラブル（英語版）、アメリカ合衆国のラッパー（* 1987年）[30]
- 6月6日 - ジャンニ・クレリッチ、イタリアのテニスジャーナリスト（* 1930年）[31]
- 6月6日 - エリック・ネステレンコ（英語版）、カナダの元アイスホッケー選手、俳優【シカゴ・ブラックホークスなどに所属】（* 1933年）[32]
- 6月6日 - ワレリー・リューミン、ロシアの宇宙飛行士（* 1939年）[33]
- 6月6日 - ジム・シールズ（英語版）、アメリカ合衆国のソフトロックミュージシャン、シールズ＆クロフツ（英語版）メンバー（* 1942年）[34]
- 6月6日 - オルランド・ホルヘ・メラ（英語版）、ドミニカ共和国の法律家、政治家、環境・天然資源大臣（* 1966年）[35]
- 6月7日 - 辛育齢（中国語版）、中華人民共和国の外科医、中日友好医院初代院長（* 1921年）[36]
- 6月7日 - カール・フォン・ヴュルテンベルク、ドイツの起業家、ヴュルテンベルク家家長（* 1936年）[37]
- 6月7日 - アイザック・バーガー（英語版）、旧英領パレスチナ出身のアメリカ合衆国の元重量挙げ選手、1956年メルボルンオリンピック60kg級金メダリスト（* 1936年）[38]
- 6月7日 - ライボ・トラス（英語版）、エストニアの俳優、演出家（* 1946年）[39]
- 6月7日 - マルコ・ルッツァーゴ（英語版）、イタリアのマルタ騎士団員、騎士団副長（総長代行）（* 1950年）[40]
- 6月7日 - お〜いとしのぶ、日本の脚本家（* 1966年）[41]
- 6月8日 - 宋海、韓国の歌手、俳優、アナウンサー、司会者（* 1927年）[42][43]
- 6月8日 - 藍天野、中華人民共和国の俳優（* 1927年）[44]
- 6月8日 - 松尾壽之、日本の医学者、宮崎大学名誉教授（* 1928年）[45]
- 6月8日 - ラナン・ルリー、アメリカ合衆国の風刺漫画家、ジャーナリスト（* 1932年）[46]
- 6月8日 - デーヴィット・ロイド=ジョーンズ、イギリスの指揮者（* 1934年）[47]
- 6月8日 - フリオ・ヒメネス、スペインの元自転車競技選手（* 1934年）[48]
- 6月8日 - 津村寛二、日本の哲学者、帝塚山大学名誉教授（* 1934年）[49]
- 6月8日 - ポーラ・レゴ、ポルトガル出身のイギリスのビジュアル・アーティスト（* 1935年）[50]
- 6月8日 - 喬十光（中国語版）、中華人民共和国の漆芸作家（* 1937年）[51]
- 6月8日 - ヴォルフガング・ライジンガー（英語版）、オーストリアのジャズパーカッション奏者（* 1955年）[52]
- 6月8日 - 竹内幸輔、日本の俳優、声優、元お笑いコンビ「あばれヌンチャク」メンバー（* 1976年）[53]
- 6月9日 - 菅井基裕、日本の実業家、阪急電鉄（現阪急阪神ホールディングス）代表取締役社長（* 1929年）[54]
- 6月9日 - ビリー・ビンガム、北アイルランドのサッカー選手【グレントランFCなどに所属】（* 1931年）[55]
- 6月9日 - マット・ジマーマン（英語版）、カナダの俳優、声優（* 1934年）[56]
- 6月9日 - 興津立雄、日本の元プロ野球選手【広島カープ所属】（* 1936年）[57]
- 6月9日 - 矢崎信二、日本の実業家、矢崎総業社長（* 1947年）[58]
- 6月9日 - 日森文尋、日本の政治家、元社会民主党衆議院議員（* 1948年）[59]
- 6月9日 - オレーク・モリボガ（英語版）、ロシアの元バレーボール選手・指導者、1980年モスクワオリンピック金メダリスト【旧ソビエト連邦代表】（* 1953年）[60]
- 6月9日 - ジュリー・クルーズ（英語版）、アメリカ合衆国の歌手、ミュージシャン、女優（* 1956年）[61]
- 6月9日 - 升田尚宏、日本の元アナウンサー【日本放送協会、東京放送所属】、TBSテレビ社員（* 1966年）[62]
- 6月9日 - ビリー・カメッツ（英語版）、アメリカ合衆国の声優（* 1987年）[63]
- 6月10日 - ソテリオス、ギリシャの宗教家、コンスタンティノープル総主教庁韓国正教会大教区初代府主教（* 1929年）[64]
- 6月11日 - エブーチ・ブーケマー＝ヘルツ（オランダ語版）、オランダのスーパーセンテナリアン（* 1911年）[65]
- 6月11日 - 松平直樹、日本のハワイアンミュージシャン、歌手、「和田弘とマヒナスターズ」メンバー（* 1934年）[66]
- 6月11日 - 河村光庸、日本の映画プロデューサー（* 1949年）[67]
- 6月11日 - 滝沢久美子、日本の声優（* 1952年）[68]
- 6月12日 - 渡辺貢、日本の官僚、政治家、元日本共産党衆議院議員（* 1928年）[69]
- 6月12日 - 中里良彦、日本の実業家、元富士電機社長（* 1928年?）[70]
- 6月12日 - ゲイブ・バルタザール（英語版）、アメリカ合衆国のジャズサクソフォン奏者（* 1929年）[71]
- 6月12日 - フィル・ベネット（英語版）、ウェールズの元ラグビーユニオン選手、元同国代表（* 1948年）[72]
- 6月12日 - フィリップ・ベイカー・ホール、アメリカ合衆国の俳優（* 1931年）[73]
- 6月12日 - 黄文択（中国語版）、台湾の布袋戯役者（* 1956年）[74]
- 6月13日 - アンリ・ガルサン（英語版）、ベルギーの元映画俳優（* 1929年）[75]
- 6月13日 - マーサ・リービスマン（英語版）、アルゼンチンの建築家、アーキビスト、歴史家（* 1933年）[76]
- 6月13日 - カルロス・オルチス、プエルトリコ出身の元プロボクサー、元世界2階級制覇王者（スーパーライト級・ライト級）（* 1936年）[77]
- 6月13日 - 上野矗、日本の臨床心理学者、大阪教育大学名誉教授（* 1937年）[78]
- 6月13日 - 小川克郎、日本の地球物理学者、名古屋大学名誉教授（* 1938年）[79]
- 6月13日 - 美村篤洋、日本のラジオ大阪プロデューサー、ハイヒールリンゴの夫（* 1948年）[80]
- 6月14日 - 小野馥、日本の元アナウンサー【RSK山陽放送所属】（* 1928年または1929年）[81]
- 6月14日 - 宮村眞平、日本の経営者、三井金属鉱業株式会社取締役相談役（* 1934年）[82]
- 6月14日 - アブラハム・B・イェホシュア、イスラエルの小説家、エッセイスト、劇作家、ハイファ大学名誉教授（* 1936年）[83]
- 6月14日 - 池辺幸正、日本の原子核工学者、名古屋大学名誉教授（* 1936年?）[84]
- 6月14日 - ジョエル・ホイットバーン、アメリカ合衆国の著作家、音楽史家（* 1939年）[85]
- 6月15日 - 森崎和江、日本の詩人、ノンフィクション作家（* 1927年）[86]
- 6月15日 - 後藤晨、日本の政治家、元岩手県旧水沢市（現奥州市）長（* 1930年）[87]
- 6月15日 - 竹内照夫、日本の俳優（* 1947年）[88]
- 6月15日 - ピーター・スコット＝モーガン、イギリスのロボット工学者（* 1958年）[89]
- 6月15日 - チョ・ミンホ、韓国の元アイスホッケー選手、元同国代表（* 1987年）[90]

## 16日 - 30日

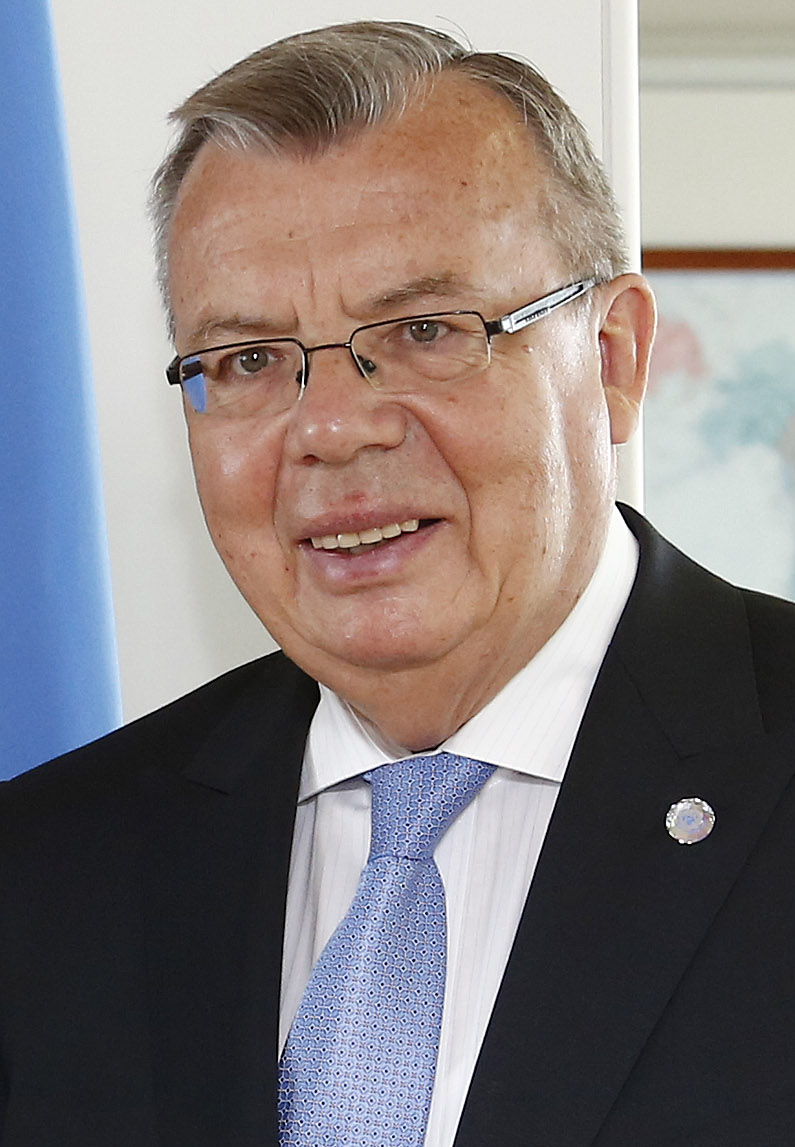
ユーリ・フェドートフ／6月16日没

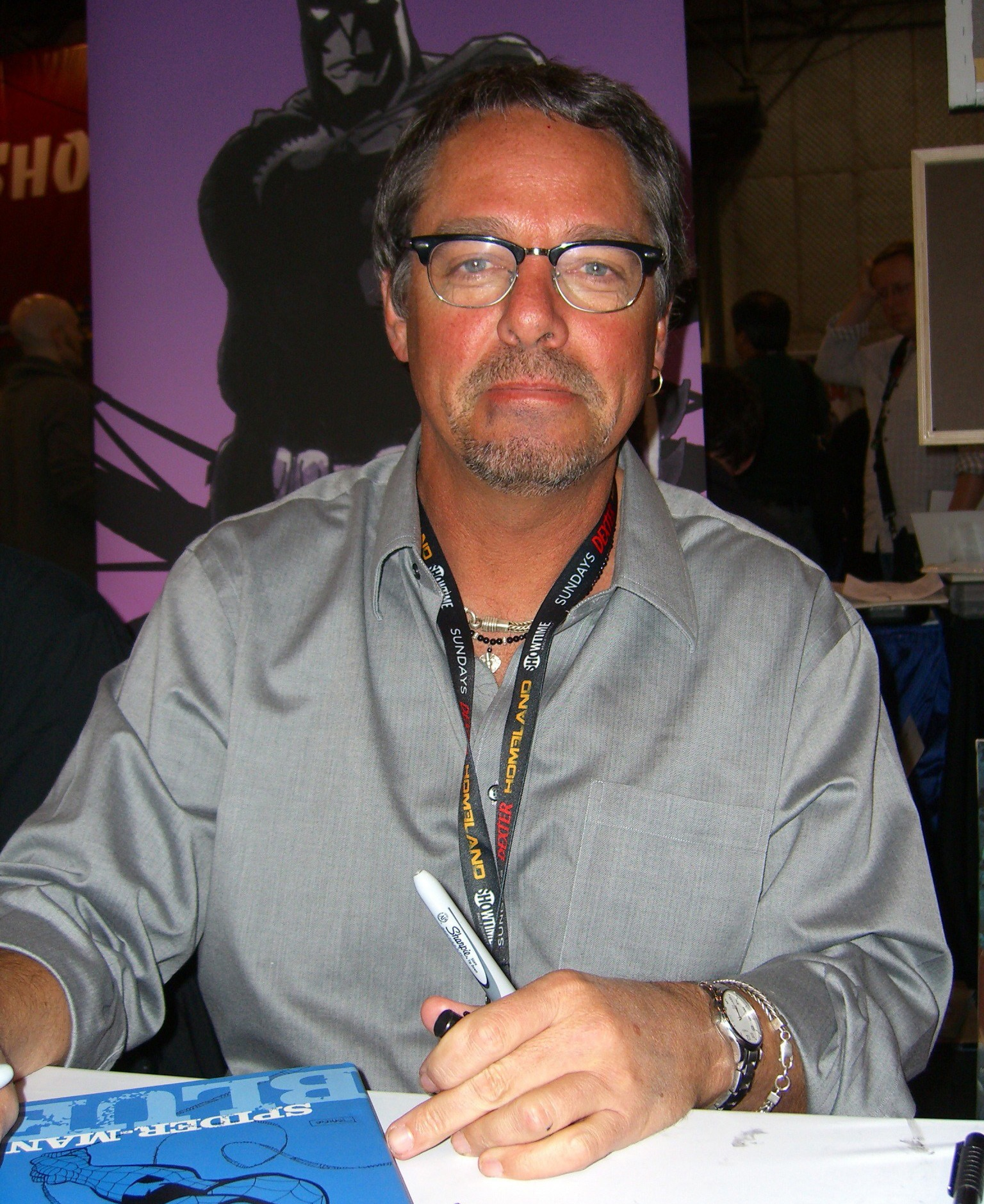
ティム・セイル／6月16日没

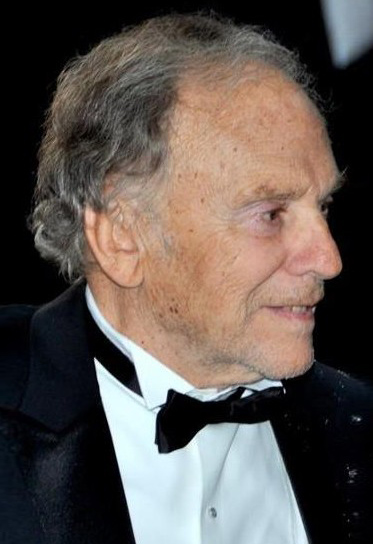
ジャン＝ルイ・トランティニャン／6月17日没

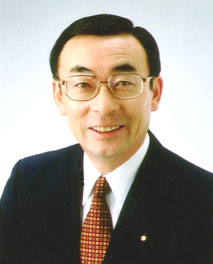
金田英行／6月17日没

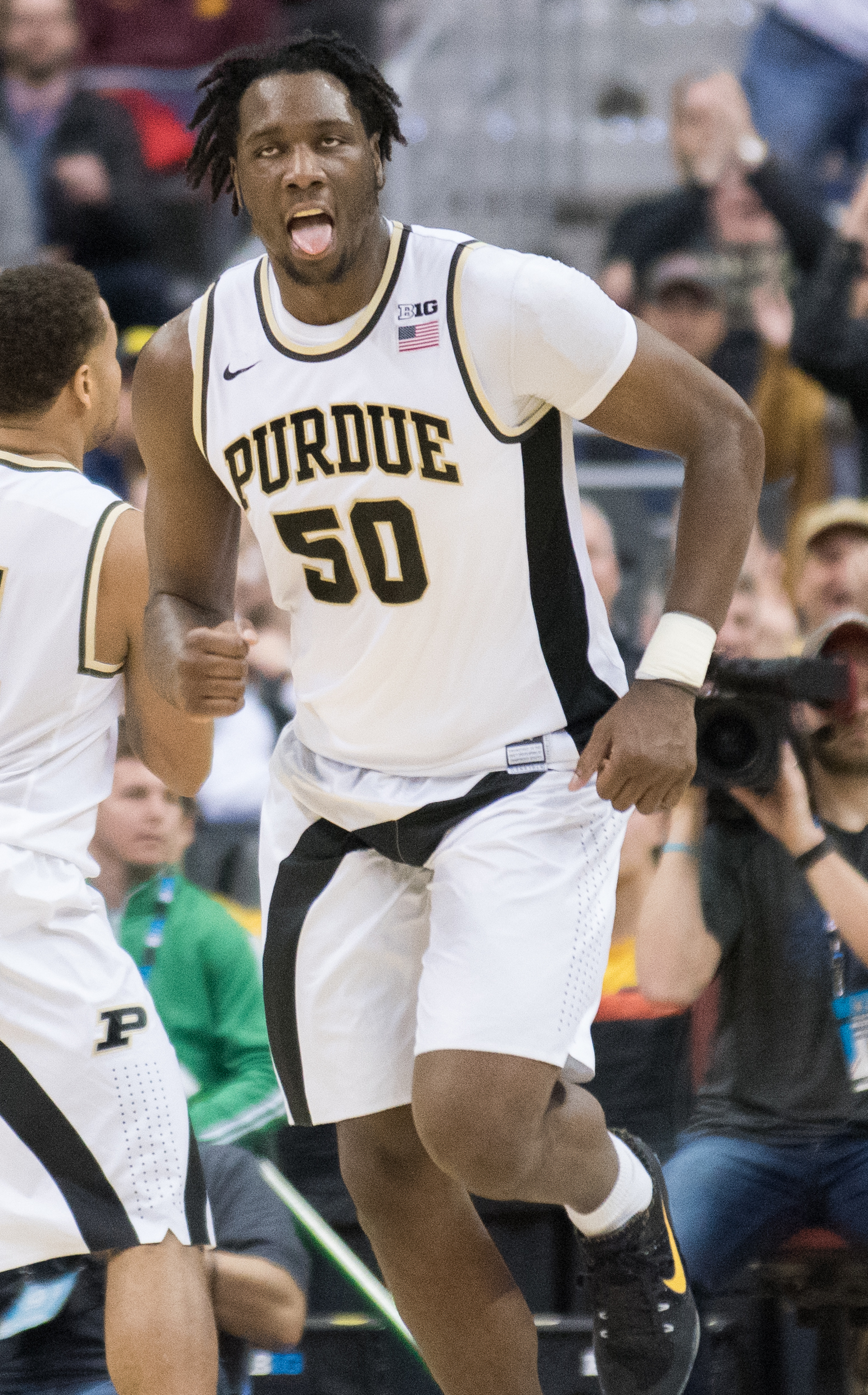
ケイレブ・スワニガン／6月20日没

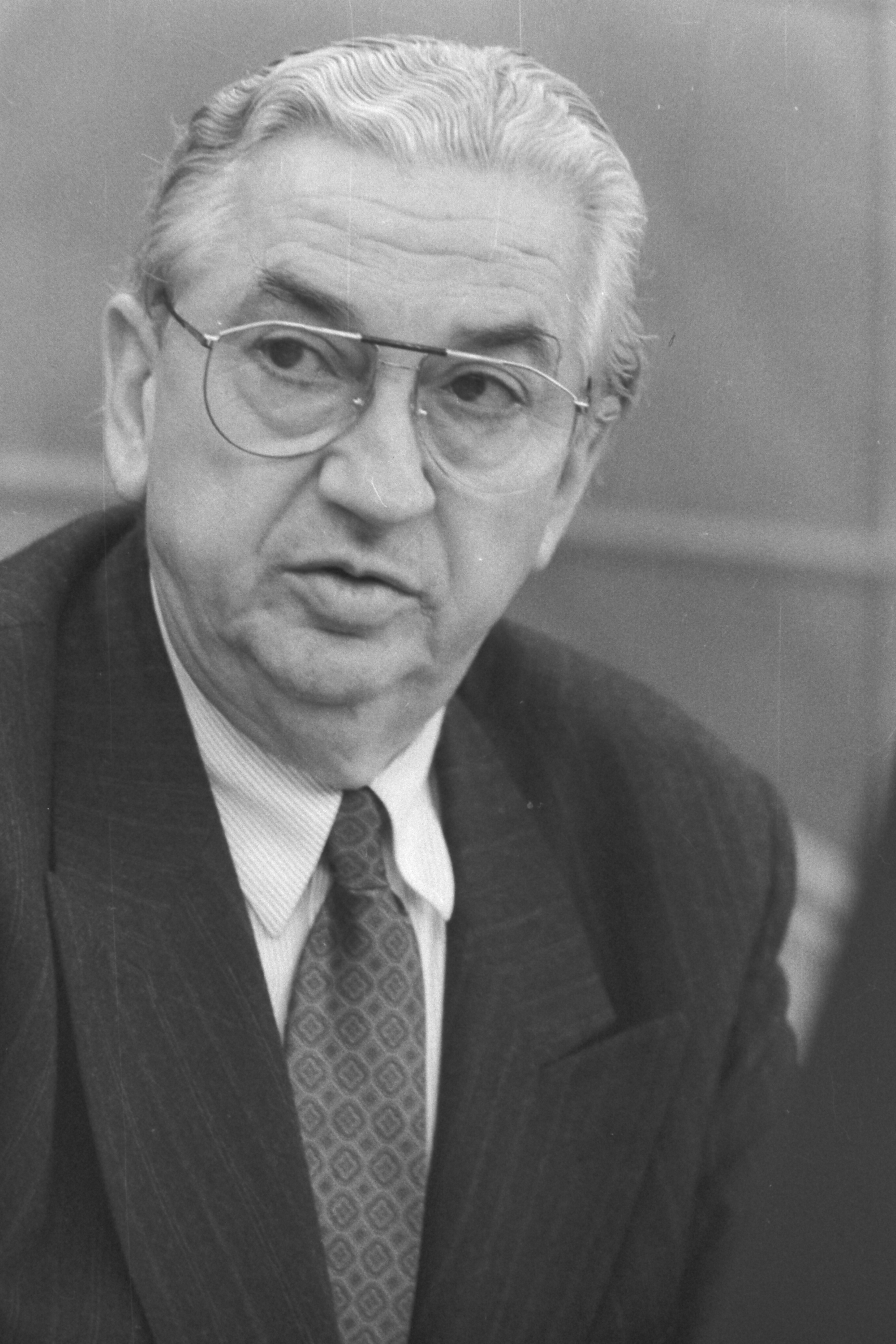
ドラガン・トミッチ／6月21日没

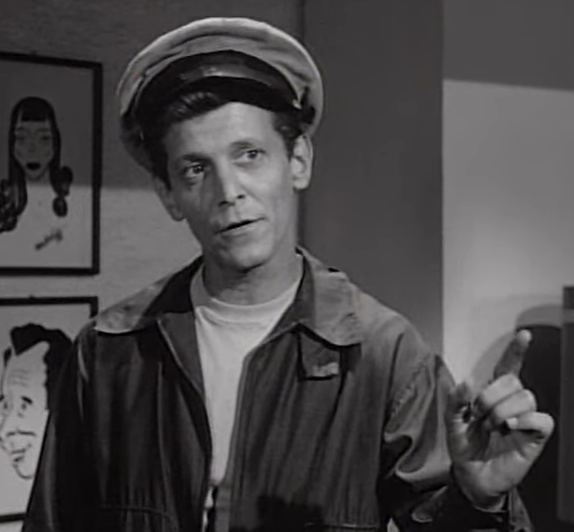
ジョー・ターケル／6月27日没

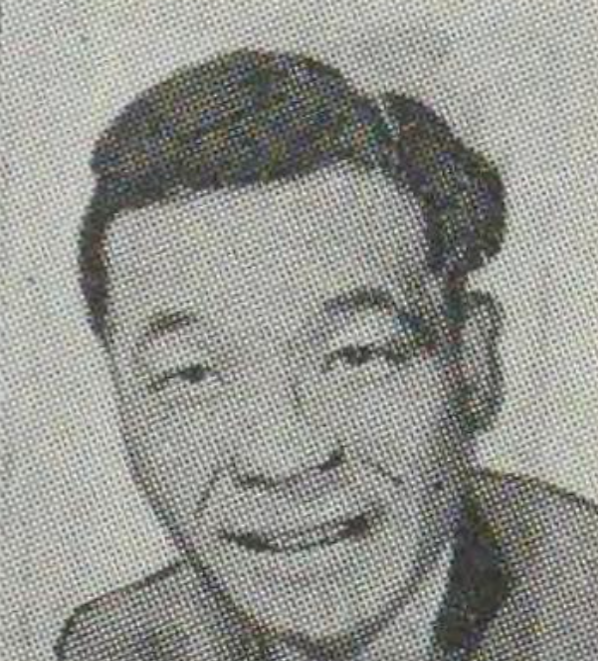
佐野浅夫／6月28日没

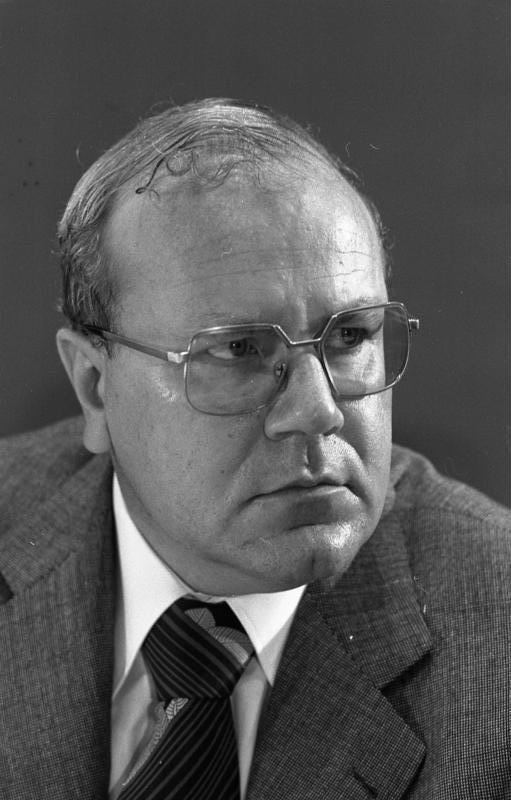
マルティン・バンゲマン／6月28日没

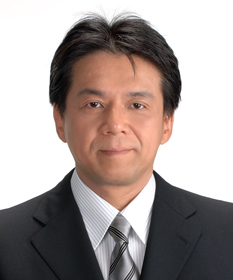
笹木竜三／6月28日没

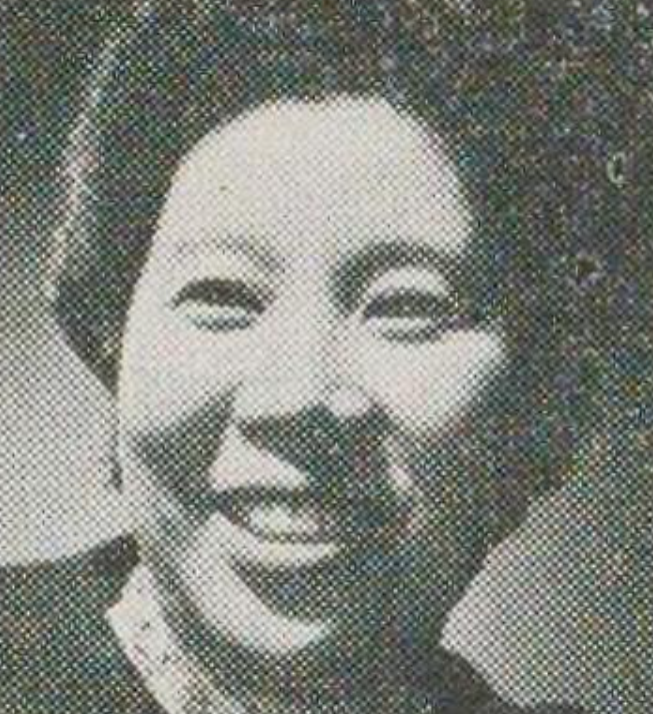
野村昭子／6月29日没

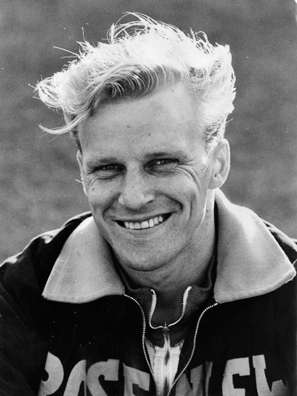
エーレス・ランドストレム／6月29日没

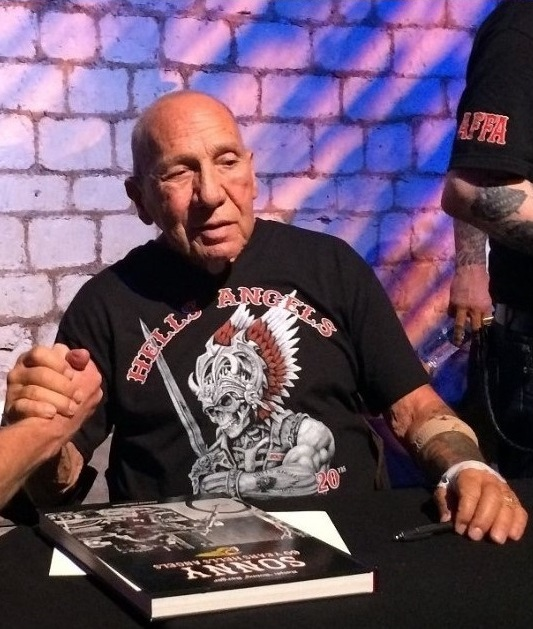
ソニー・バージャー／6月29日没

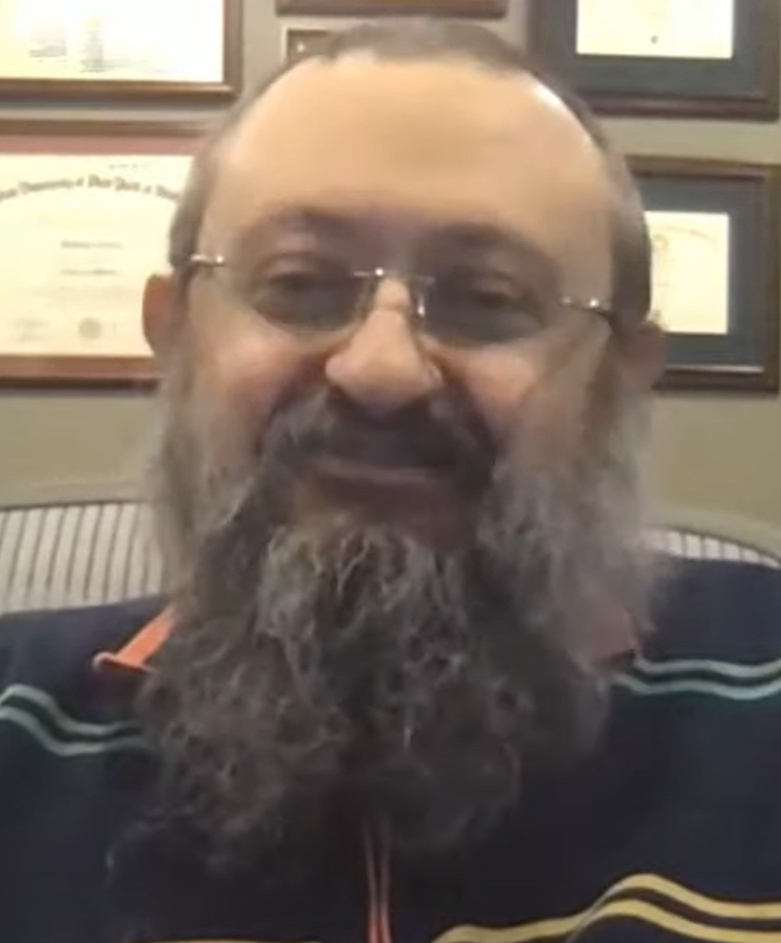
ウラジーミル・ゼレンコ／6月30日没

- 6月16日 - ステイナル・アムンセン（英語版）、ノルウェーの元カヌー競技選手、1968年メキシコシティーオリンピックK-4 1000m金メダリスト（* 1945年）[91]
- 6月16日 - リノ・ベルニッツィ（英語版）、イタリアのジャズファゴット奏者（* 1946年）[92]
- 6月16日 - ユーリ・フェドートフ、ロシアの外交官、元国連薬物犯罪事務所事務局長（* 1947年）[93]
- 6月16日 - ティム・セイル、アメリカ合衆国のアメリカン・コミックス作家（* 1964年）[94]
- 6月16日 - ビッグ・ルード・ジェイク（英語版）、カナダのミュージシャン、ソングライター、作詞家、バンドリーダー、歌手（* 1964年または1965年）[95]
- 6月16日 - タイラー・サンダース（英語版）、アメリカ合衆国の俳優（* 2004年）[96]
- 6月17日 - マーレンカ・ステューピカ（英語版）、スロベニアのイラストレーター（* 1927年）[97]
- 6月17日 - 日高旺、日本のジャーナリスト、新聞経営者。南日本新聞社社長、鹿児島テレビ放送（KTS）社長（* 1929年）[98]
- 6月17日 - ジャン＝ルイ・トランティニャン、フランスの俳優（* 1930年）[99]
- 6月17日 - ミシェル・デイヴィッド・ワイル（英語版）、アメリカ合衆国の投資銀行家、元ラザード総裁（* 1932年）[100]
- 6月17日 - 五代目坂東竹三郎、日本の歌舞伎俳優（* 1932年）[101]
- 6月17日 - 山内豊彦、日本の実業家、記者、元共同通信社社長（* 1940年）[102]
- 6月17日 - 金田英行、日本の政治家、元自由民主党衆議院議員（* 1942年）[103]
- 6月17日 - デイブ・ヘブナー（英語版）、アメリカ合衆国のプロレスレフェリー（* 1949年）[104]
- ブルーノ・ペレイラとドム・フィリップス殺人事件（英語版）の犠牲者
  - 6月17日（訃報発表日） - ドム・フィリップス（英語版）、イギリスのジャーナリスト（* 1964年）[105]
  - 6月17日（訃報発表日） - ブルーノ・ペレイラ（英語版）、ブラジルの国立先住民保護財団職員（* 1980年）[106]
- 6月18日 - 岩内克己、日本の映画監督（* 1925年）[107]
- 6月18日 - イルカ・ソアレス（ポルトガル語版）、ブラジルの女優、モデル（* 1932年）[108]
- 6月18日 - アレクセイ・パクシン（ロシア語版）、ロシアの数学者（* 1942年）[109]
- 6月18日 - 森田貢、日本の歌手、フォークソンググループ「マイ・ペース」メンバー（* 1954年）[110]
- 6月19日 - 喬羽（中国語版）、中華人民共和国の作詞家（* 1922年）[111]
- 6月19日 - キャロル・レイ（英語版）、イギリス出身のオーストラリアの女優（* 1923年）[112]
- 6月19日 - 関根則之、日本の自治官僚、政治家、元自由民主党参議院議員（* 1931年）[113]
- 6月19日 - 前園主計、日本の図書館学者、青山学院女子短期大学名誉教授（* 1932年）[114]
- 6月19日 - 北村敏夫、日本の実業家、元澁澤倉庫社長（* 1940年?）[115]
- 6月19日 - ウェフェ・エレマン＝ジェンセン（英語版）、デンマークの政治家、元外務大臣、元ヴェンスタ党首（* 1941年）[116]
- 6月19日 - ゲンナジー・ブルブリス、ロシアの政治家、元国務長官・第一副首相（* 1945年）[117]
- 6月19日 - ブレット・タグル、アメリカ合衆国のキーボーディスト、元フリートウッド・マック／デイヴィッド・リー・ロスバンドメンバー（* 1952年）[118]
- 6月19日 - ティム・ホワイト（英語版）、アメリカ合衆国のプロレスレフェリー（* 1954年）[119]
- 6月19日 - 河内正樹（Masaki）、日本のダンサー、ダンス講師（* 1983年?）[120]
- 6月20日 - ジョルディ・ボネット・イ・アルメンゴル（スペイン語版）、スペインの建築家、元サグラダ・ファミリア主任建築士（* 1925年）[121]
- 6月20日 - 熊清泉、中国の官僚、政治家、元海南省人民政府省長・中国共産党湖南省委員会書記（* 1927年）[122]
- 6月20日 - クルト・エクウィルツ、オーストリアのテノール歌手（* 1929年）[123]
- 6月20日 - レギマンタス・アドマイティス（英語版）、リトアニアの俳優（* 1937年）[124]
- 6月20日 - 佐藤克身、日本の実業家、福音館書店会長（* 1941年?）[125]
- 6月20日 - 小埜和久、日本の応用分子細胞生物学者、広島大学名誉教授（* 1949年）[126]
- 6月20日 - 鈴木雅久、日本のイラストレーター（* 1960年）[127]
- 6月20日 - ケイレブ・スワニガン、アメリカ合衆国のバスケットボール選手【ポートランド・トレイルブレイザーズなどに所属】（* 1997年）[128]
- 6月21日 - ジェームズ・ラド（英語版）、アメリカ合衆国のミュージカル俳優、作詞家、作曲家（* 1932年）[129]
- 6月21日 - ドラガン・トミッチ、セルビアの政治家、元大統領代行、元国民議会議長（* 1936年）[130]
- 6月21日 - 佐々木元、日本の実業家、元NEC会長（* 1936年）[131]
- 6月21日 - 桑田瑞松、日本の実業家、映画プロデューサー、元クロス・マーケティンググループ会長（* 1936年?）[132]
- 6月21日 - ビルギット・ポール（英語版）、ドイツの元陸上競技選手、1996年アトランタ砲丸投F32–33、2000年シドニーパラリンピック円盤投F34金メダリスト（* 1954年）[133]
- 6月21日 - ジェイロン・ファーガソン（英語版）、アメリカ合衆国のアメリカンフットボール選手【ボルチモア・レイブンズ所属】（* 1995年）[134]
- 6月22日 - アレック・ヘッド、フランスの競走馬生産者（オーナーブリーダー）、元調教師（* 1924年）[135]
- 6月22日 - ヨニー・ニルソン（英語版）、スウェーデンの元スピードスケート選手、1964年インスブルックオリンピック10000m金メダリスト（* 1943年）[136]
- 6月22日 - ユーリー・タルマク（英語版）、エストニアの元陸上競技選手、1972年ミュンヘンオリンピック走高跳金メダリスト【旧ソ連代表】（* 1946年）[137]
- 6月22日 - トニー・シラグサ（英語版）、アメリカ合衆国の元アメリカンフットボール選手【ボルチモア・レイブンズ所属】（* 1967年）[138]
- 6月22日 - オレクシー・コヴァロフ（ウクライナ語版）、ウクライナの政治家、最高議会議員（* 1989年）[139]
- 6月23日 - リュシナ・ヴォイノ、ポーランドのセンテナリアン、ホロコースト生還者（* 1918年）[140]
- 6月23日 - 渡辺宙明、日本の作曲家、編曲家（* 1925年）[141]
- 6月23日 - 趙淳、韓国の経済学者、政治家、元ソウル特別市長・経済企画院長官・ハンナラ党党首（* 1928年）[142]
- 6月23日 - 六代目澤村田之助、日本の歌舞伎俳優（* 1932年）[143]
- 6月23日 - エルンスト・ヤコビ、ドイツの俳優（* 1933年）[144]
- 6月23日 - レオ・ポサダ（英語版）、キューバの元プロ野球選手【カンザスシティ・アスレチックス所属】、ホルヘ・ポサダの叔父（* 1936年）[145]
- 6月23日 - クリスティナ・バース＝カイザー（英語版）、オランダの元スピードスケート選手、1972年札幌オリンピック女子3000m金メダリスト（* 1938年）[146]
- 6月23日 - マッシモ・モランテ（イタリア語版）、イタリアのギタリスト、ゴブリンメンバー（* 1952年）[147]
- 6月23日 - 渡部吉泰、日本の弁護士、明石花火大会歩道橋事故弁護団代表（* 1955年?）[148]
- 6月23日 - ユーリ・シャトゥノフ（英語版）、ロシアの歌手、元ラースカヴィ・マイ（英語版）メンバー（* 1973年）[149]
- 6月24日 - 張思之（中国語版）、中華人民共和国の弁護士、人権活動家（* 1927年）[150]
- 6月24日 - 小田嶋隆、日本のコラムニスト（* 1956年）[151]
- 6月25日 - 深田未来生、日本のメソジスト教会宣教師、牧会学者、同志社大学名誉教授（* 1933年）[152]
- 6月25日 - サム・ギリアム（英語版）、アメリカ合衆国の画家（* 1933年）[153]
- 6月25日 - ウィリアム・ウールジー（英語版）、アメリカ合衆国の元競泳選手、1952年ヘルシンキオリンピック4x200m自由形リレー金メダリスト（* 1934年）[154]
- 6月25日 - 篠塚清、日本の実業家、元堺化学工業社長（* 1935年?）[155]
- 6月25日 - 永原功、日本の実業家、元北陸電力社長（* 1948年）[156][157]
- 6月26日 - ラッファエレ・ラ・カプリア（イタリア語版）、イタリアの脚本家、小説家（* 1922年）[158]
- 6月26日 - マーガレット・キーン、アメリカ合衆国の芸術家（* 1927年）[159]
- 6月26日 - フランク・ウィリアムズ（英語版）、イギリスの俳優（* 1931年）[160]
- 6月26日 - 加藤誠、日本の地質学者、北海道大学名誉教授（* 1932年）[161]
- 6月26日 - トゥエ・クリスチャンセン、グリーンランドの政治家、教師、視覚芸術家、グリーンランド国旗設計者（* 1940年）[162]
- 6月26日 - メアリー・マーラ、アメリカ合衆国の女優（* 1960年）[163]
- 6月27日 - フィーナ・ガルシア・マルス（英語版）、キューバの詩人（* 1923年）[164]
- 6月27日 - ジョー・ターケル、アメリカ合衆国の俳優（* 1927年）[165]
- 6月27日 - レオナルド・デル・ヴェッキオ、イタリアの実業家、ルックスオティカ創業者（* 1935年）[166]
- 6月27日 - 中野昭慶、日本の特技監督（* 1935年）[167]
- 6月27日 - コリン・ブレイクモア（英語版）、イギリスの生理学者（* 1944年）[168]
- 6月27日 - 葛城ユキ、日本の歌手（* 1949年）[169]
- 6月27日 - あいはらひろゆき、日本の絵本作家、エッセイスト（* 1961年）[170]
- 6月27日 - ジェイランド・ウォーカー、アメリカ合衆国の男性（* 1997年）[171]
- 6月28日 - カシルダ・ベネガス、アルゼンチンの歴代最高齢者（* 1907年）[172]
- 6月28日 - 佐野浅夫、日本の俳優（* 1925年）[173]
- 6月28日 - 平松惇、日本の物性物理学者、岡山大学名誉教授（* 1931年）[174]
- 6月28日 - マルティン・バンゲマン、ドイツの政治家、元自由民主党党首・経済相・欧州委員会委員（* 1934年）[175]
- 6月28日 - ジュネイト・アルカン（英語版）、トルコの俳優、映画監督、映画プロデューサー（* 1937年）[176]
- 6月28日 - 宮谷一彦、日本の漫画家（* 1945年）[177]
- 6月28日 - カイワン・ワタナクライ（英語版）、タイの声優（* 1955年）[178]
- 6月28日 - 笹木竜三、日本の政治家、元衆議院議員【新進党・無所属の会・民主党所属】（* 1956年）[179]
- 6月28日 - 長純一、日本の医師、政治活動家、元宮城県石巻市包括ケアセンター長（* 1966年）[180]
- 6月29日 - イレーナ・マッシャル（フランス語版）、グアドループのスーパーセンテナリアン（* 1909年）[181]
- 6月29日 - 青山光子、日本の衛生学者、名古屋市立大学名誉教授（* 1926年）[182]
- 6月29日 - 野村昭子、日本の女優（* 1927年）[183]
- 6月29日 - エーレス・ランドストレム、フィンランドの元陸上競技選手、政治家、元国会議員、1960年ローマオリンピック棒高跳銅メダリスト（* 1932年）[184]
- 6月29日 - ソニー・バージャー、アメリカ合衆国のアウトローバイカー、俳優、作家、ヘルズ・エンジェルスオークランド支部創設メンバー（* 1938年）[185]
- 6月29日 - 井上学、日本の元アナウンサー【IBC岩手放送所属】、IBC岩手放送社員（* 1969年）[186]
- 6月30日 - 岩田達明、日本の囲碁棋士（* 1926年）[187]
- 6月30日 - 佐野博敏、日本の放射化学者、東京都立大学元総長、大妻女子大学名誉教授（* 1928年）[188]
- 6月30日 - 伊藤留治、日本の実業家、元カギサン会長、元茅ヶ崎商工会議所会頭（* 1931年）[189]
- 6月30日 - 須山章信、日本の歌舞伎研究者、華道家、帝塚山大学名誉教授（* 1939年）[190]
- 6月30日 - ウラジーミル・ゼレンコ、アメリカ合衆国の医師（* 1973年）[191]

## 没日不明
- 6月下旬 - Technoblade、アメリカ合衆国のYouTuber（* 1999年）[192]